# 路易莎·塞韦拉
路易莎·塞韦拉（西班牙語：Luisa Cervera，1964年7月4日—），秘鲁女子排球运动员。她曾代表秘鲁参加1984年和1988年夏季奥林匹克运动会排球比赛，其中1988年奥运会获得一枚银牌。